# Seychellerna i olympiska sommarspelen 2024
Seychellerna deltog med en trupp på tre idrottare vid de olympiska sommarspelen 2024 i Paris som hölls mellan den 24 juli och 11 augusti 2024. Det var 11:e sommar-OS som Seychellerna deltog vid. Ingen av landets deltagare erövrade någon medalj.

## Friidrott
Förkortningar
- Notera– Placeringar avser endast det specifika heatet.
- Q = Tog sig vidare till nästa omgång
- q = Tog sig vidare till nästa omgång som den snabbaste förloraren eller, i teknikgrenarna, genom placering utan att nå kvalgränsen
- i.u. = Omgången fanns inte i grenen
- Bye = Idrottaren behövde inte tävla i omgången

Gång- och löpgrenar
| Idrottare    | Gren            | Inledande omgång | Inledande omgång | Heat  | Heat      | Semifinal        | Semifinal        | Final            | Final            |
| Idrottare    | Gren            | Tid              | Placering        | Tid   | Placering | Tid              | Placering        | Tid              | Placering        |
| ------------ | --------------- | ---------------- | ---------------- | ----- | --------- | ---------------- | ---------------- | ---------------- | ---------------- |
| Dylan Sicobo | Herrarnas 100 m | 10,51            | 2 Q              | 10,62 | 9         | Gick inte vidare | Gick inte vidare | Gick inte vidare | Gick inte vidare |

## Simning
| Idrottare       | Gren                   | Heat    | Heat      | Semifinal        | Semifinal        | Final            | Final            |
| Idrottare       | Gren                   | Tid     | Placering | Tid              | Placering        | Tid              | Placering        |
| --------------- | ---------------------- | ------- | --------- | ---------------- | ---------------- | ---------------- | ---------------- |
| Simon Bachmann  | Herrarnas 200 m medley | 2.06,48 | 22        | Gick inte vidare | Gick inte vidare | Gick inte vidare | Gick inte vidare |
| Khema Elizabeth | Damernas 50 m frisim   | 28,18   | 47        | Gick inte vidare | Gick inte vidare | Gick inte vidare | Gick inte vidare |